# Северная Фризия
Северная Фризия (нем. Nordfriesland; с.-фриз. Nordfraschlönj; дат. Nordfrisland) — самая северная часть исторической области Фризия, расположенная в немецкой земле Шлезвиг-Гольштейн на территории между реками Айдер и Вида, а также включающая в себя Северо-Фризские острова и Гельголанд. Регион традиционно населяют северные фризы.

## История

### Древние поселения
Острова Гестланд, расположенные вдоль севернофризского побережья были плотно заселены ещё во времена ранней Римской империи, в то время как болота, находящиеся в глуби суши не были пригодны для заселения. Во время археологических раскопок было найдено лишь несколько древних поселений в болотистой местности, а именно в современной области южного Зильта, Видингхарде и на территории, тянущейся вдоль южной части полуострова Эйдерштедт. С началом Великого переселения народов количество поселений в Северной Фризии неуклонно уменьшалось, а многие из них были полностью заброшены. Новое увеличение численности населения в VIII веке было связано с миграцией уже в эти земли, а также с тем, что всё-таки этот район не полностью обезлюдел в предыдущий период.

### Средние века
Наблюдались две волны миграции фризов с юга в Северную Фризию. В VIII веке они преимущественно расселялись на островах Гельголанд, Зильт, Фёр, Амрум и, предположительно, также в некоторых частях полуострова Эйдерштедт. Прибрежные болотные местности на континенте были заселены в ходе второй волны, а после серии сильных ураганов и подтоплений фризы также стали обживать более высокие внутренние районы. В то время как болотистая местность подвергалась осушению, более высокие центральные участки лесных массивов островов были преимущественно бесплодными и нуждались в удобрениях, если поселенцы хотели там заниматься сельским хозяйством.
В Средние века расцвела торговля между Северной Фризией и Восточной Англией. В частности, из английского города Ипсуич в Северную Фризию импортировалась керамика. Предположительно эти экономические отношения между фризами и жителями Восточной Англии могли длиться несколько столетий. В 1252 году объединённой армии северных фризов удалось разгромить датскую армию, возглавляемую королём Абелем. Производство соли заняло важное место в экономике и торговле региона в XIV-XV веках, когда северные фризы использовали соляной торф в качестве сырья. Расцвет торговли солью совпал с увеличением международного промысла сельди у Гельголанда. Сохранились соответствующие договоры крестьян XIV века из сотни Эдомс с гамбургскими купцами и даже графами Фландрии.
Фризский регион Утланд находился под своей собственной юрисдикцией, которая впервые была установлена в так называемом Siebenhardenbeliebung («Договоре семи сотен») в 1424 году. В том же году Северная Фризия была впервые отмечена в документах как особый регион, хотя Саксон Грамматик писал о Frisia minor (Малой Фризии), регионе в Ютландии, ещё в 1180 году.